# Bohdan Bułakowski
Bohdan Adam Bułakowski (ur. 11 stycznia 1950 w Warszawie) – polski lekkoatleta, chodziarz.
Był zawodnikiem Warszawianki, Legii Warszawa i Skry Warszawa.

## Osiągnięcia
Siódmy zawodnik Igrzysk Olimpijskich w Moskwie w chodzie na 20 km - 1:28:36 s. 6-krotny Mistrz Polski w chodzie na 20 i 50 km, wielokrotny rekordzista Polski. 14-krotny (w tym 3-krotnie złoty) medalista międzynarodowych mistrzostw weteranów.

## Rekordy życiowe
- chód na 20 kilometrów – 1:22:45,3 s. (1980)
- chód na 50 kilometrów – 3:54:03 s. (24 kwietnia 1983, Szczecin[1])